# Campionati del mondo di ciclocross 2022 - Gara femminile Under-23
La settima edizione della gara femminile Under-23 dei Campionati del mondo di ciclocross 2022 si svolse il 30 gennaio 2022 con partenza ed arrivo da Fayetteville negli Stati Uniti, su un percorso iniziale di 100 mt più un circuito di 3,1 km da ripetere 6 volte per un totale di 18,70 km. La vittoria fu appannaggio dell'olandese Puck Pieterse, la quale terminò la gara in 46'27", alla media di 24,153 km/h, precedendo le connazionali Shirin van Anrooij e Fem van Empel terza.
Partenza con 23 cicliste, delle quali 22 portarono a termine la competizione.

## Squadre partecipanti
| N.    | Cod. | Squadra       |
| ----- | ---- | ------------- |
| 1-3   | NLD  | Paesi Bassi   |
| 4-5   | FRA  | Francia       |
| 6     | GBR  | Gran Bretagna |
| 7     | BEL  | Belgio        |
| 9     | ITA  | Italia        |
| 14-16 | CAN  | Canada        |

| N.    | Cod. | Squadra     |
| ----- | ---- | ----------- |
| 17-23 | USA  | Stati Uniti |
| 24    | CZE  | Cechia      |
| 25    | ESP  | Spagna      |
| 26    | LUX  | Lussemburgo |
| 28    | GER  | Germania    |
| 29    | SVK  | Slovacchia  |

## Ordine d'arrivo (Top 10)
| Pos. | Corridore          | Squadra     | Tempo   |
| ---- | ------------------ | ----------- | ------- |
| 1    | Puck Pieterse      | Paesi Bassi | 46'27"  |
| 2    | Shirin van Anrooij | Paesi Bassi | s.t.    |
| 3    | Fem van Empel      | Paesi Bassi | a 12"   |
| 4    | Line Burquier      | Francia     | a 39"   |
| 5    | Amandine Fouquenet | Francia     | a 1'26" |
| 6    | Marie Schreiber    | Lussemburgo | a 1'49" |
| 7    | Kristyna Zemanová  | Rep. Ceca   | a 2'15" |
| 8    | Madigan Munro      | Stati Uniti | a 2'16" |
| 9    | Katie Clouse       | Stati Uniti | a 3'03" |
| 10   | Harriet Harnden    | Regno Unito | a 3'34" |